# 新北市區公車813路線
新北市區公車813路線，由指南客運、光華巴士共同營運，起點為五股，終點為中和。新北市區公車813(區間車)路線，由光華巴士營運，起點為中和，終點為行政院新莊聯合辦公大樓。

## 歷史
&2009年11月16日在台北縣政府舉辦813路線低底盤公車的通車典禮下，813路線公車正式通車。本路公車上路即全部配有低底盤公車，分段點為「署立台北醫院」至「捷運新埔站」。
- 2013年10月1日調整緩衝區為「台北醫院」至「新北市政府（中山路）」[6]。
- 2024年9月18日增設「思源頭前路口」往南站位[7]。
- 2025年7月18日起暫時取消「環河路口」雙邊站位[8]

## 外部連結
- 大臺北公車813動態（繁體中文）（页面存档备份，存于）
- 大臺北公車813區動態（繁體中文）（页面存档备份，存于）
- 中興巴士暨關係企業網站 （繁體中文）（页面存档备份，存于）
- 暢行台北公車客運資訊站的Facebook專頁（繁體中文）（Archive.today的存檔，存档日期2025-02-09）